# Damir Mišković
Damir Mišković (Rijeka, 20. ožujka 1965.) je hrvatski poduzetnik te vlasnik i predsjednik HNK Rijeke od 2012. godine.

## Privatni život
Damir Mišković je rođen 1965. godine u Rijeci. Njegova obitelj porijeklom je iz sela Miškovići na otoku Pagu, koje je njegov djed napustio nakon Drugog svjetskog rata i preselio se u Rijeku, gdje se zaposlio u gradskoj luci. Damirov otac Šime odrastao je u starom dijelu Rijeke gdje je upoznao majku koja je radila u trgovini obućom.

## HNK Rijeka
Mišković je 20. ožujka 2012. postao vlasnik i predsjednik HNK Rijeke. Mišković je u klub ukupno uložio 50 milijuna eura, uključujući stadion Rujevicu. U njegovom mandatu Rijeka je osvojila dva naslova prvaka Hrvatske 2017. i 2025. godine i pet naslova Hrvatskog nogometnog kupa 2014., 2017., 2019., 2020. i 2025. i Hrvatski nogometni superkup 2014.